# Tenenet
| T | M22 | M22 | t |

| T | M22 | M22 | t |

Diosa Tenenet coronada con una especie de dos antenas curvas o útero bovino en su cabeza.

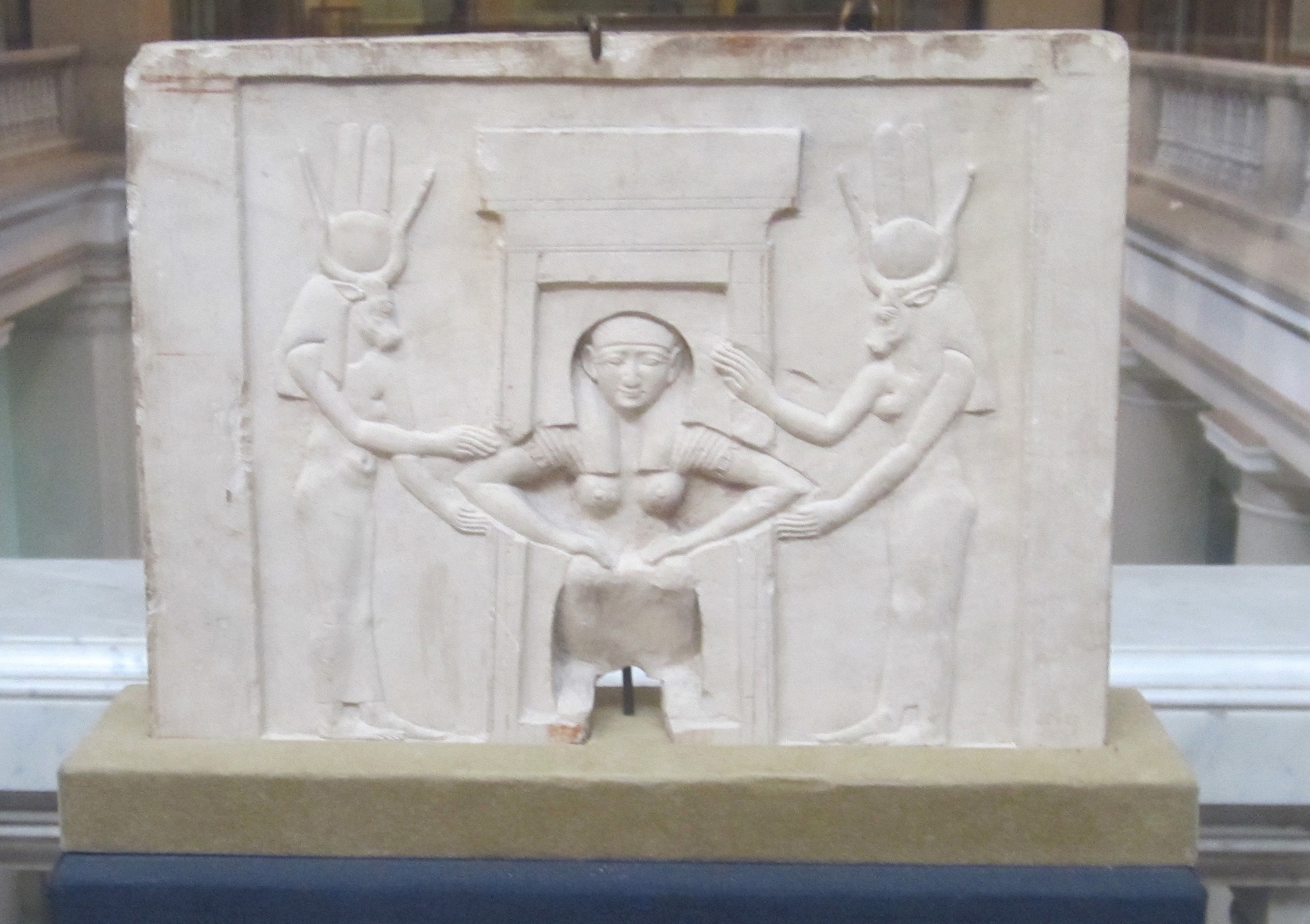
Bajorrelieve de época ptolemaica que representa a una parturienta asistida por dos diosas (Hathor y Tauret). Templo de Dendera.

Tenenet, también Tyenenet, Zenenet, Tanenet o Tenenit (Tnn.t, transliteración del Manuel de Codage) era una antigua diosa egipcia del parto y la protección. Se la menciona en textos de la época ptolemaica y en el Libro de los muertos.

## Familia
En un texto de Armant (Hermontis), sede principal de su culto, se hace referencia a la diosa como hija de Amón y Mut. Desde la dinastía XI se la veneraba como consorte del dios con cabeza de halcón, Montu. Ambos fueron considerados en su día los padres de Horus-Ra-pa-jered, una forma infantil sincretizada de las deidades Ra y Horus. Un texto de Edfu afirma que la diosa Iunit "se parece a la madre que la creó", lo que puede indicar que Tenenet era vista como su madre.

## Orígenes históricos
Tenenet era una deidad local cuya presencia está atestiguada principalmente desde el Reino Medio hasta los periodos ptolemaico y romano. Sus primeras referencias se remontan a la ciudad de Tod, donde se la describe como "la diosa Tenenet, la que reside en Tod". Su nombre podría ser un participio del antiguo verbo egipcio tni ("elevar"). Por tanto, su nombre podría traducirse como "la elevada" o "la exaltada".
Durante el Reino Nuevo, Rattaui era la principal consorte de Montu en Karnak, Medamud y Tod, mientras que Tenenet e Iunit eran veneradas en Armant. A pesar de la importancia de Tenenet en Armant, Rattaui también tenía un papel destacado en Tod y era particularmente significativa en la mammisi de Armant, conocida como "el templo de Rattaui". Ambas diosas estaban vinculadas a diferentes formas locales de Montu: Rattaui a Montu-Ra, local de Tebas y Tenenet a Montu-Ra-Horajti, local de Armant.
En Tebas, la diosa también formaba parte de la Enéada tebana. La versión tebana de la Enéada constaba de 15 miembros a diferencia de la Enéada de Heliópolis. Además de los dioses de Heliópolis, se incluyeron varias otras deidades de la región tebana, como Montu, Horus, Hathor, Sobek, Tenenet y Iunit. Aquí, también, el número y los nombres de los miembros no estaban fijados canónicamente, sino que existe cierto grado de variación. Amón y Amonet se incluyeron ocasionalmente, pero generalmente se consideraban fuera de la Enéada.
Más tarde se fusionó con Rattaui, Isis e Iunit.

## Roles mitológicos

### Creadora y Diosa madre
Tenenet es representada como una poderosa diosa creadora y figura maternal. Se hace referencia a ella como la "madre de las madres", la "madre de los dioses" y la "madre divina que dio a luz a los dioses", con una conexión específica con Ra como la "madre divina de Ra". En Armant, un sacerdote ptolemaico ostentaba el título de "el que contenta a la madre de Montu, Tenenet". Otros epítetos son "la antepasada de dioses y diosas" y "el huevo centelleante que surgió de Nun". También se la llama "la gran Neit que inició el embarazo" y "la vaca de los grandes del Primer Tiempo Primigenio, uniéndose a su marido como un toro". A Tenenet se la asociaba con el parto y se la invocaba como protectora del útero de las mujeres embarazadas. Se la solía representar con la cabeza coronada por un útero bovino, como la diosa Mesjenet. También se la podía representar con el disco solar y el ureo en la cabeza, como Hathor. Maria-Theresia Derchain-Urtel planteó en 1979 la hipótesis de que el órgano genital femenino en la cabeza de Tenenet simbolizaba su conexión con el "renacimiento espiritual" del faraón tras su coronación: de hecho, Tenenet debía presidir la entrada del gobernante como dios en el mundo espiritual, mientras que Mesjenet debía protegerle en su entrada (parto) en el mundo físico.
También se puede hacer referencia a Tenenet en un mito tebano de la creación conocido como la "Cosmogonía de Jonsu", que se encuentra en el templo principal del dios Jonsu dentro del complejo de templos de Karnak. En este mito, la deidad sincrética Ptah-Tatenen-Jonsu eyacula "hacia este útero en el mar", que fue creado dentro de la capilla Tnn.t. El egiptólogo Mendel, en su traducción, propone la teoría de que esta capilla podría simbolizar a la propia Tenenet, que representa la tierra primordial. El "útero del mar" es un epíteto asociado a Mut y a Rattaui como figuras maternas, y posiblemente a Neit. Jonsu impregna una entidad femenina dentro de las aguas primordiales para dar a luz el huevo primordial.

### Diosa solar
Tenenet, como otras diosas solares, adoptó epítetos comúnmente asociados con Hathor y Tefnut, como "Hija de Ra" y "Ojo de Ra", "Señora del Cielo" o "Señora de Todos los Dioses". Con frecuencia se la representa como "el ureo de Ra", "la gran serpiente sobre la frente de Horajti, una llama dorada que ilumina la tierra" o "la llama de luz que crea iluminación". Más vívidamente, se la describe como "la mayor de los dioses y diosas que cura a Ra ascendiendo como un ureo para desatar un aliento de fuego sobre sus enemigos". En su papel de ureo apotropaico, Tenenet fue vital en la protección de Ra, ganándose títulos como "agente de Ra que quema la carne de sus enemigos".

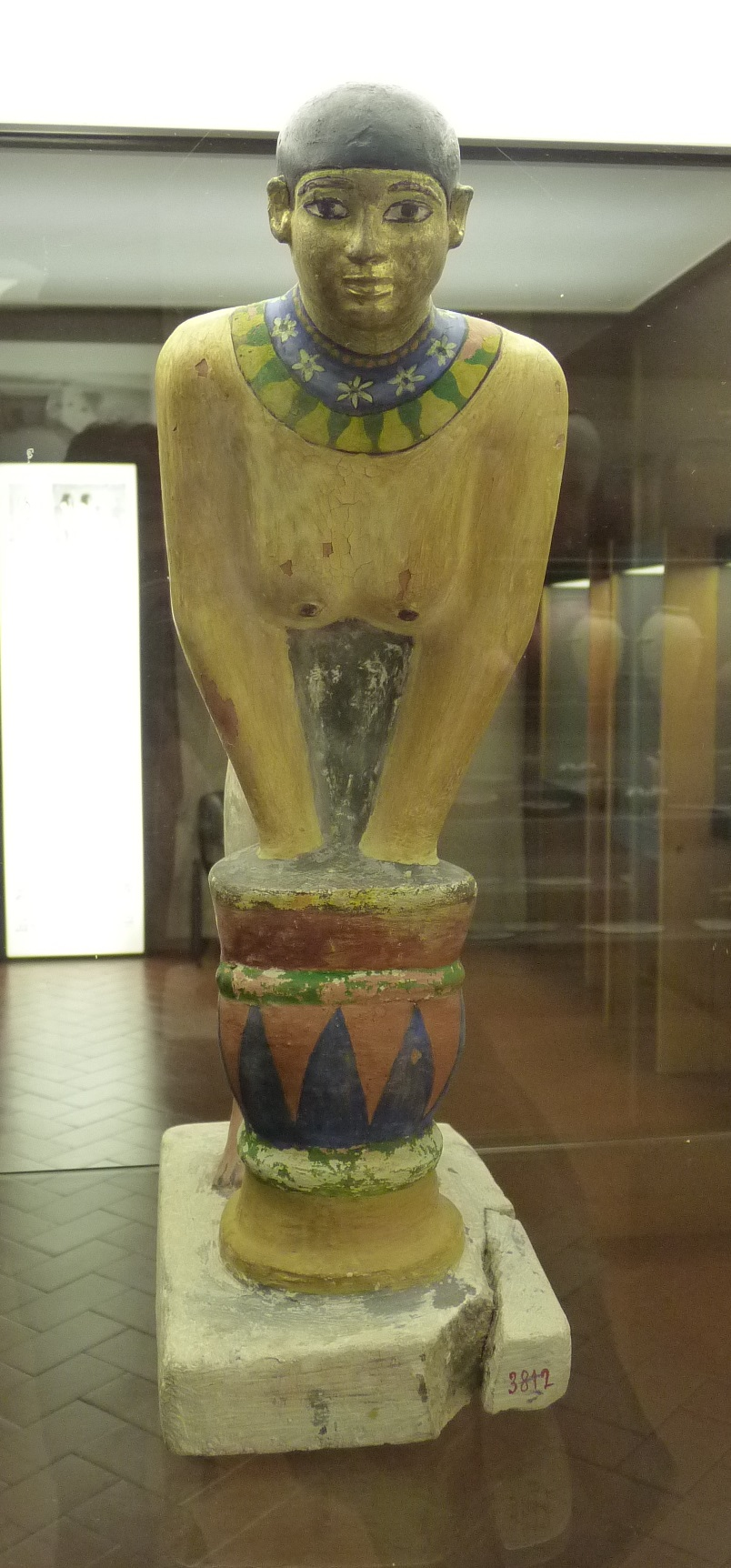
Estatuilla calcárea de una mujer elaborando cerveza, actividad bajo el patrocinio de Tenenet. Museo Arqueológico Nacional de Florencia.

### Diosa de la cerveza
Tenenet también era una diosa de la cerveza y de su elaboración. Su nombre puede haber derivado de la palabra "tenemu" que significa cerveza. Aparece en la "Fiesta de la embriaguez", dedicada a Hathor para conmemorar la leyenda de que la cerveza salvó a la humanidad de su destrucción por Sejmet.